# シンプル (お笑いコンビ)
シンプルは、サンミュージック所属のお笑いコンビ。2006年1月結成。
旧コンビ名は恋愛小説家（れんあいしょうせつか）で、かつてはは松竹芸能大阪に所属していた。
両者は元々「横断歩道」という4人組演劇ユニットのメンバーであり、小劇場の劇団代表として活動していた。

## メンバー
西野 晶雄（にしの あきお、1980年5月19日 - ）（44歳）
- 兵庫県出身。
- 身長180cm、体重58kg、血液型A型。
- ツッコミ担当、立ち位置は向かって右。
- 父は講談師、元参議院議員（1期）の4代目旭堂南陵。

大狸 ぽんぽこ（おおだぬき ぽんぽこ、1984年12月11日 - ）（40歳）
- 京都府出身。
- 追手門学院大学経済学部卒業（一時休学していた）。
- 身長167cm、体重70kg、血液型AB型。
- 本名および旧芸名:大蜘蛛 英紀（おおくも ひでき）
- ボケ担当、立ち位置は向かって左。
- 双子の兄がいる。
- 2017年12月に、本名から現在の芸名に改名したことを自身のTwitterで公表した。

## 概要
- 披露するネタは主にコント。M-1グランプリなどでは漫才をすることもあった。
- 西野はピン芸でメキシコのダンサーキャラを演じる事がある。しかし、ネタは同じ事務所のピーマンズスタンダードの南川のピン芸「アイヒマンスタンダード」のパクリで、南川本人から抗議を受けている（元々は芸人仲間にアレンジとして見せたところ、ウケたことから始めた）。さらに、『あらびき団』でこのネタを披露したところ、視聴者からの苦情が殺到したという。また、2009年2月11日の放送ではフランスのダンサーキャラを演じたが、スタイルはそのままだった[1]。
- 大蜘蛛はR-1ぐらんぷり2012で準決勝進出。ネタは「ギョーザ」と書いたフリップをめくり続けるというもの[2]。なお、大蜘蛛もこのネタで『あらびき団』に出演したことがある[3]。
- 2013年に松竹芸能（大阪）を退社。翌2014年の5月に東京に拠点を移し、同時にコンビ名を「シンプル」に改め、サンミュージックに移籍して活動を再開[4]。

## 受賞歴
- 第28回ABCお笑い新人グランプリ 審査員特別賞（2007年）
- 第30回ABCお笑い新人グランプリ新人賞（2009年）
- キングオブコント2012準決勝進出
- キングオブコント2016準決勝進出

## 出演番組
- わらいのちから（CATV系）
- 爆笑オンエアバトル（NHK総合） - 戦績2勝3敗 最高397KB
- オンバト+（NHK総合） - 戦績1勝1敗 最高445KB
- エンタの神様（日本テレビ） - キャッチコピーは「せつない めぐり逢い」
- あらびき団（TBSテレビ系）※西野のみ
- ポップサーカスの告知CM（びわ湖放送のみで放送されているCM）
- ゴッドタン（テレビ東京）※西野のみ
- 前略、西東さん（中京テレビ）
- 本能Z（CBCテレビ）
- Limited Bar M（AmebaStudio） - メインMC※西野のみ
- 競馬ノススメ（ラジオ関西） - メインMC
- マイナビ Laughter Night（TBSラジオ）
- 土曜の夜は長谷川怜華（FM長崎）※西野のみ
- 馬好王国〜UmazuKingdom〜（フジテレビ）※西野のみ
- 競馬場の達人（グリーンチャンネル）
- わろてんか（連続テレビ小説、NHK）
- 正直不動産（2022年4月5日 - 6月7日、NHK）- 豊島秀男 役 ※大蜘蛛英紀のみ
- だが、情熱はある（日本テレビ）※大蜘蛛のみテレビディレクター役。